# Gerhard Fieberg
Gerhard Fieberg (* 25. November 1946 in Hünfeld) ist ein deutscher Jurist und war von 2007 bis 2011 Präsident des Bundesamtes für Justiz in Bonn.

## Leben
Fieberg legte nach einem Studium der Rechtswissenschaften in Heidelberg, Lausanne und Gießen 1974 das erste und 1977 in Koblenz das zweite juristische Staatsexamen ab. Im Anschluss arbeitete er im Landgerichtsbezirk Koblenz an dortigen Amts- und Landgerichten, bevor er 1983 in das Bundesjustizministerium wechselte. Schwerpunkte seiner Tätigkeit waren die Strafrechtspflege, das Recht der offenen Vermögensfragen sowie das Themengebiet Justiz und Nationalsozialismus. Im Rahmen der Aufarbeitung der Verstrickung des Reichsjustizministeriums in der Zeit des Nationalsozialismus konzipierte er die Ausstellung „Im Namen des Deutschen Volkes – Justiz und Nationalsozialismus“, die als Wanderausstellung 1989 bis 1999 sowie erneut seit 2002 in verschiedenen deutschen Städten zu sehen ist. Fieberg veröffentlichte auch zu diesem Thema. Ein weiterer Schwerpunkt seiner Veröffentlichungen sind die offenen Vermögensfragen, er ist Herausgeber sowohl des Loseblattkommentars „Fieberg/Reichenbach/Messerschmidt/Neuhaus: Vermögensgesetz - VermG“ des Verlages C. H. Beck als auch der Textsammlung „Vermögensgesetz“ im dtv.
Im Jahr 2000 wechselte Fieberg als Bundesanwalt an den Bundesgerichtshof, wo er Revisionen im Strafrecht bearbeitete.
Seit September 2006 leitete Fieberg das Bundeszentralregister und wurde am 1. Januar 2007 Gründungspräsident des neu geschaffenen Bundesamtes für Justiz. Diese Position hatte er fünf Jahre lang inne und übergab sie zum 1. Januar 2012 an Heinz-Josef Friehe.
Fieberg ist verheiratet und hat drei Kinder.

## Veröffentlichungen
- Justiz im nationalsozialistischen Deutschland. Bundesanzeiger, Köln 1984, ISBN 3-88784-049-6.
- (Hrsg. mit Harald Reichenbach) Enteignung und offene Vermögensfragen in der ehemaligen DDR. 3 Bände. Verlag Kommunikationsforum Recht, Wirtschaft, Steuern, Köln 1991/92, ISBN 3-8145-1856-X.
- (Hrsg. mit Harald Reichenbach) Entschädigungs- und Ausgleichsleistungsgesetz. 2 Bände. RWS-Verlag Kommunikationsforum, Köln 1995, ISBN 3-8145-1870-5.
- (Hrsg. mit Harald Reichenbach und Burkhard Messerschmidt) VermG – Gesetz zur Regelung offener Vermögensfragen: Kommentar. Loseblattsammlung. München 1992 ff., ISBN 3-406-35950-7.